# تپن
تپن (به آلمانی: Töpen) یک شهر در آلمان است که در بایرن واقع شده‌است.

## خصوصیات
تپن ۲۰٫۸۰ کیلومترمربع مساحت دارد ۵۱۶ متر بالاتر از سطح دریا واقع شده‌است.